# سفارة النمسا في إستونيا
سفارة النمسا في إستونيا هي أرفع تمثيل دبلوماسي لدولة النمسا لدى إستونيا. تقع السفارة في Tallinn City ‏ وهي تهدف لتعزيز المصالح النمساوية في إستونيا.

## وصلات خارجية
- قائمة سفارات النمسا
- قائمة السفارات في إستونيا